# Sega Game Pack 4 in 1
Sega Game Pack 4 in 1 è una raccolta di quattro videogiochi distribuita da SEGA nel 1992. La raccolta presenta tre generi, guida, sportivo e rompicapo, e fu tra i titoli venduti in bundle con la console portatile Game Gear.

## Modalità di gioco

### Columns Flash
Basato sulla modalità di gioco di Puyo Puyo e Columns. Il giocatore deve riordinare delle colonne formate da gemme per collegare quattro forme corrispondenti in modo da farli sparire. Per terminare il livello, i giocatori devono eliminare tutte le gemme lampeggianti nel livello. Il gioco termina quando le gemme raggiungono la parte superiore dello schermo.

### Penalty Shootout
Un gioco basato sul calcio, il giocatore può scegliere come deviare la palla e quanto lanciarla in alto. Quando si gioca come portiere contro il computer, il giocatore deve fermare la palla cercando di indovinare da quale parte verrà lanciata. Per finire il livello, il giocatore deve segnare più sanzioni rispetto al computer.

### Tennis
Un gioco basato sul Tennis, con i giocatori di fronte ad avversari sempre più difficili. Sonic the Hedgehog appare in un cameo come arbitro.

### Rally
Un gioco in stile arcade di corse automobilistiche con cinque livelli. Il giocatore deve evitare gli altri piloti e raggiungere i checkpoint per rimanere in gara. Il gioco termina quando il timer si esaurisce.

## Accoglienza
La rivista Sega Force recensì il gioco (voto 63%) ritenendo validi esclusivamente i titoli Penalty Shootout e Tennis, ma sconsigliando comunque l'acquisto della raccolta.